# Britzer Verbindungskanal
Der Britzer Verbindungskanal (BVK) ist eine Bundeswasserstraße der Wasserstraßenklasse IV mit Einschränkungen in Berlin und gehört rechtlich zum Teltowkanal. Bis zum 18. Dezember 1994 wurde er Britzer Zweigkanal genannt. Die Wasserstraße ist eine Abkürzung für die Schifffahrt vom Teltowkanal direkt zur Spree-Oder-Wasserstraße (Treptower Spree) und zu den Häfen im Innenstadtbereich. Der Kanal ist 3,39 Kilometer lang und wurde zwischen 1900 und 1906 – zeitgleich mit dem Teltowkanal – erbaut. Zuständig für die Verwaltung ist das Wasserstraßen- und Schifffahrtsamt Spree-Havel.
Der Britzer Verbindungskanal zweigt im Westen beim Hafen Britz Ost (mit Sitz des Außenbezirks Neukölln des WSA Berlin) vom hier abknickenden Teltowkanal ab, verläuft zunächst geradlinig in West-Ost-Richtung bis zur Baumschulenbrücke, wendet sich dann in einem Bogen unter der Südostalleebrücke durch nach Nordosten und verläuft dann wieder geradlinig entlang der südöstlichen Grenze der Wohnbebauung von Baumschulenweg, unterquert die Marggraffbrücke (B 96a) und mündet nahe dem Rodelberg in die Spree.
Auch am Britzer Verbindungskanal gab es, wie am Teltowkanal, bis zum Ende des Zweiten Weltkriegs eine elektrische Treidelbahn. Die Gesamtwasserfläche des Kanals beträgt 11,7 Hektar.
Auf seinem westlichen Abschnitt verlief der Kanal von 1961 bis 1989 entlang der Demarkationslinie zwischen West-Berlin (Neukölln) und Ost-Berlin (Treptow). Hier erinnert am Kanalufer eine Stele an Chris Gueffroy, den letzten an der Mauer von DDR-Grenzwächtern erschossenen Flüchtling. Er kam am 5. Februar 1989, nur wenige Monate vor Öffnung der Mauer, bei seinem Fluchtversuch von Ost- nach West-Berlin am Kanal ums Leben.

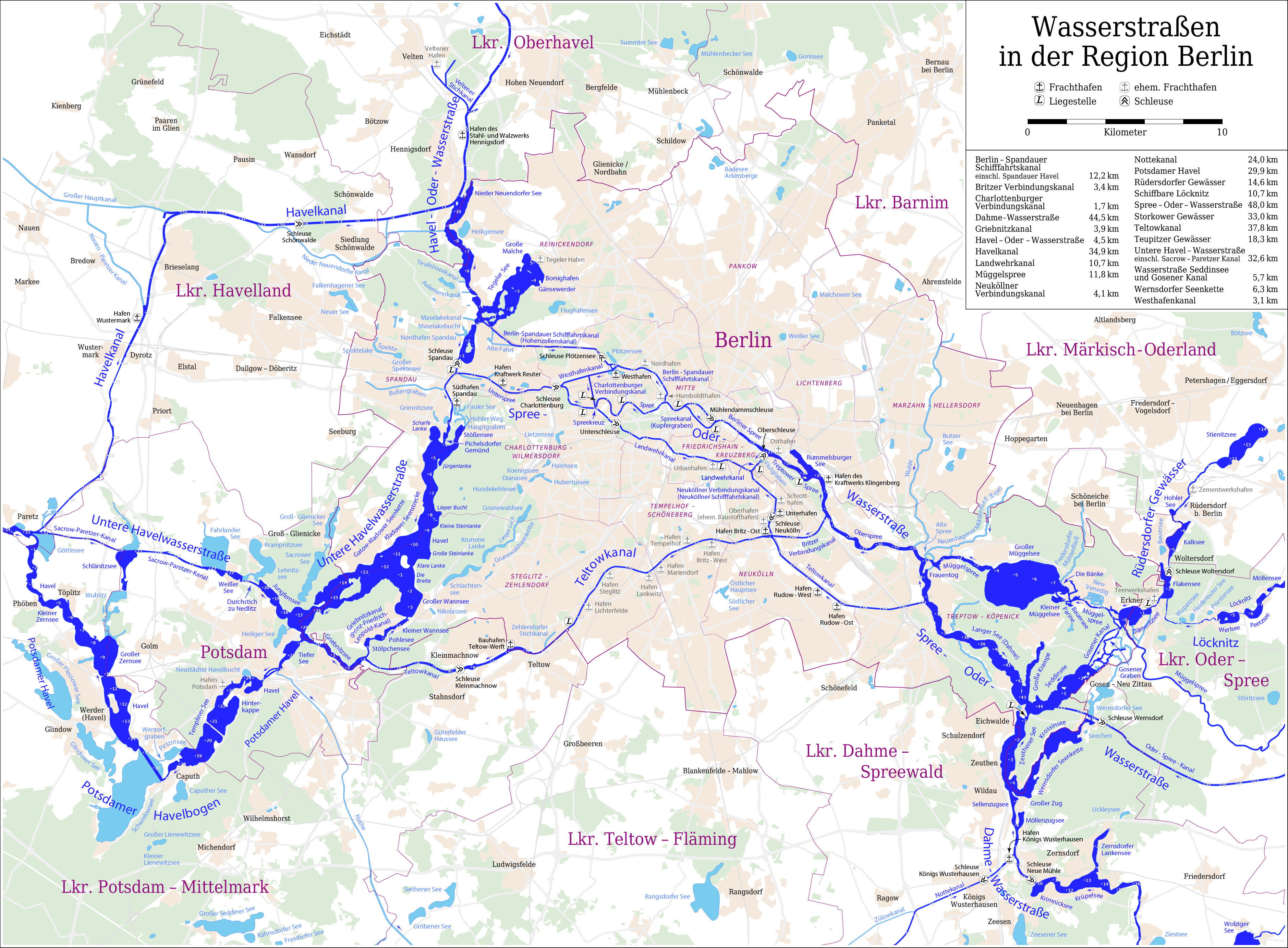
Der Britzer Verbindungskanal auf einer Karte der Wasserstraßen in der Region Berlin

## Liste der Brücken über den Britzer Verbindungskanal
Die Liste der Brücken über den Britzer Verbindungskanal führt alle vorhandenen Brücken auf.
Die Liste fasst die vorhandenen Brücken tabellarisch zusammen. Aufgenommen sind nur die in den Quellen (Literatur und Weblinks) dokumentierten Brücken. Die Nummerierung (Spalte 1) und Kilometrierung (Spalte 2) erfolgt vom Abzweig aus dem Teltowkanal bis zur Spree in Berlin-Treptow. Die Nummerierung folgt den Angaben der Schifffahrtskarten, wobei neu hinzugekommene Brücken den Zusatz des Kleinbuchstabens a bekamen bzw. die ersten Brücken die Nummern 00 und 0 erhielten. Die Kilometrierung des Teltowkanals wird dabei fortgeführt und die Angaben ebenfalls mit dem Zusatz des Kleinbuchstabens a versehen. Der Kanal beginnt mit dem Kilometer 28,320a am Abzweig aus dem Teltowkanal und endet an der Treptower Spree (SOW-km 26,43) mit dem Kilometer 31,705a. In der Spalte 3 sind die meisten Brücken im Bild dokumentiert. Die vierte Spalte enthält die Brückennamen, wobei namenlose Brücken in Klammern gesetzt sind. Darunter sind die Berliner Ortsteile angegeben, in denen sie liegen. Die Textspalte „Anmerkungen“ nennt die wichtigsten Daten der Brücken und gegebenenfalls ihre ehemaligen Namen und gibt zudem Aufschluss über die Namensgebung. Die sechste und letzte Spalte verlinkt die Koordinaten der Bauwerke.
- Karte mit allen Koordinaten:
- OSM |
- WikiMap

| Nummer | km      | Fotos                                 | Name der Brücke / Ort                              | Anmerkungen | Koordinaten                  |
| ------ | ------- | ------------------------------------- | -------------------------------------------------- | --- | ---------------------------- |
| 00     | 28,400a | Autobahnbrücke A 113, Juni 2022       | (Autobahnbrücke A 113) Neukölln                    | Die namenlose Bogenbrücke mit aufgehängter Brückentafel wurde 2001/2002 aus Stahl (Bogen) und Stahlbeton (Fahrbahnplatte) als Teil der A 113 erbaut. Die Bogenspannweite beträgt 112,10 m, die Brückenfläche 3900 m² und die Überbaubreite 34,74 m. Den Amtsentwurf besorgten Leonhardt, Andrä und Partner (LAP), die Architektur die Planungsgruppe Professor Laage und die Tragswerkplanung Meyer + Schubart. Das Bauwerk überspannt den Britzer Verbindungskanal an dessen Mündung in den Teltowkanal. Gegenüber liegt der Hafen Britz-Ost. Im Norden zweigt der Neuköllner Schifffahrtskanal ab. | 52° 27′ 34″ N, 13° 27′ 27″ O |
| 0      | 29,352a | Britzer-Allee-Brücke                  | Britzer-Allee-Brücke Neukölln                      | Die Britzer-Allee-Brücke führt die Chris-Gueffroy-Allee (ehemals: Britzer Allee) über den Britzer Verbindungskanal. | 52° 27′ 32″ N, 13° 28′ 19″ O |
| 1      | 29,820a | Baumschulenbrücke, Januar 1950        | Baumschulenbrücke Baumschulenweg                   | Die Baumschulenbrücke führt die Baumschulenstraße über den Kanal. Die Brücke entstand 1904 als stählerne Fachwerkbrücke im Zusammenhang mit dem Bau des Kanals. | 52° 27′ 32″ N, 13° 28′ 44″ O |
| 1a     | 30,300a | Südostalleebrücke, Juli 2009          | Südostalleebrücke Baumschulenweg                   | Die Südostalleebrücke führt die Südostallee über den Britzer Verbindungskanal. Erbaut wurde sie 1999 als stählerne Stabbogenbrücke mit nur einem obenliegenden Bogen. | 52° 27′ 35″ N, 13° 29′ 10″ O |
| 2      | 30,800a | Kiefholzbrücke, Juli 2009             | Kiefholzbrücke Baumschulenweg                      | Die Kiefholzbrücke führt die Kiefholzstraße über den Britzer Verbindungskanal. Gebaut wurde sie in dieser Form 1972/73 als stählerne Balkenbrücke. In den Jahren 1997/98 erfolgte ein grundlegender Umbau. | 52° 27′ 45″ N, 13° 29′ 29″ O |
| 3      | 31,090a | Neue Eisenbahnbrücke am 12. Juni 2011 | (Eisenbahnbrücke) Baumschulenweg                   | | 52° 27′ 53″ N, 13° 29′ 37″ O |
| 4      | 31,310a | Marggraffbrücke am 6. Oktober 1965    | Marggraffbrücke Baumschulenweg / Niederschöneweide | Die Marggraffbrücke führt die Köpenicker Landstraße / Schnellerstraße über den Britzer Verbindungskanal. Die beiden Verkehrswege gehören zur B 96a. Errichtet wurde die hier abgebildete zweite Brücke als Balkenbrücke in Spannbetonbauweise in der Zeit von 1963 bis 1965. | 52° 27′ 59″ N, 13° 29′ 43″ O |